# Barcelos
Barcelos és un municipi portuguès, situat al districte de Braga, a la regió del Nord (NUTS II) i a la Subregió del Cávado (NUTS III). L'any 2001 tenia 122.096 habitants i 120.391 habitants el 2011. Té una extensió de 378,70 km² i té 89 freguesies fet que el situa com el municipi amb un nombre més gran de parròquies de tot el país. Limita al nord amb Viana do Castelo i Ponte de Lima, a l'est amb Vila Verde i Braga, a sud-est amb Vila Nova de Famalicão, al sud-oest amb Póvoa de Varzim i a l'oest amb Esposende.
El municipi de Barcelos va rebre els seus furs de mà del rei Alfons I de Portugal a 1140. La ciutat està associada a la llegenda del gall de Barcelos, el qual constitueix al seu torn un dels símbols més distintius de Portugal.
A l'antiga Casa dels Mendanhas, de la parròquia de Barcelos es troba instal·lat des de 1963 al Museu Regional de Ceràmica Popular, més conegut com a museu d'Olaria.

## Població (1801 – 2008)
| Població del concelho de Barcelos (1801 – 2008) | Població del concelho de Barcelos (1801 – 2008) | Població del concelho de Barcelos (1801 – 2008) | Població del concelho de Barcelos (1801 – 2008) | Població del concelho de Barcelos (1801 – 2008) | Població del concelho de Barcelos (1801 – 2008) | Població del concelho de Barcelos (1801 – 2008) | Població del concelho de Barcelos (1801 – 2008) | Població del concelho de Barcelos (1801 – 2008) |
| ----------------------------------------------- | ----------------------------------------------- | ----------------------------------------------- | ----------------------------------------------- | ----------------------------------------------- | ----------------------------------------------- | ----------------------------------------------- | ----------------------------------------------- | ----------------------------------------------- |
| 1801                                            | 1849                                            | 1900                                            | 1930                                            | 1960                                            | 1981                                            | 1991                                            | 2001                                            | 2008                                            |
| 78 934                                          | 40 859                                          | 46 953                                          | 58 360                                          | 83 211                                          | 103 773                                         | 111 733                                         | 122 096                                         | 124 555                                         |

## Freguesies
| - Abade de Neiva - Aborim - Adães - Aguiar - Airó - Aldreu - Alheira - Alvelos - Alvito (São Martinho) - Alvito (São Pedro) - Arcozelo - Areias - Areias de Vilar - Balugães - Barcelinhos - Barcelos - Barqueiros - Bastuço (Santo Estêvão) - Bastuço (São João) - Cambeses - Campo - Carapeços - Carreira - Carvalhal - Carvalhos - Chavão - Chorente - Cossourado - Courel - Couto | - Creixomil - Cristelo - Durrães - Encourados - Faria - Feitos - Fonte Coberta - Fornelos - Fragoso - Galegos (Santa Maria) - Galegos (São Martinho) - Gamil - Gilmonde - Góios - Grimancelos - Gueral - Igreja Nova - Lama - Lijó - Macieira de Rates - Manhente - Mariz - Martim - Midões - Milhazes - Minhotães - Monte de Fralães - Moure - Negreiros - Oliveira | - Palme - Panque - Paradela - Pedra Furada - Pereira - Perelhal - Pousa - Quintiães - Remelhe - Rio Covo (Santa Eugénia) - Rio Covo (Santa Eulália) - Roriz - Sequeade - Silva - Silveiros - Tamel (Santa Leocádia) - Tamel (São Pedro Fins) - Tamel (São Veríssimo) - Tregosa - Ucha - Várzea - Viatodos - Vila Boa - Vila Cova - Vila Frescainha (São Martinho) - Vila Frescainha (São Pedro) - Vila Seca - Vilar de Figos - Vilar do Monte |

## Cultura
- Llegenda del gall de Barcelos